# Вулиця Марка Безручка (Київ)
Ву́лиця Марка́ Безру́чка — вулиця в Шевченківському районі міста Києва, місцевість Нивки. Пролягає від Брюссельської вулиці до вулиці Георгія Дудника.
Прилучаються вулиці Данила Щербаківського, Черняховського, Сеньківський провулок і вулиця Зеленого Клину.

## Історія
Вулиця виникла в 40-ві — 50-ті роки XX століття, мала назву 867-ма Нова. У 1953 році отримала назву вулиця Бабушкіна, на честь російського революціонера Івана Бабушкіна.
Сучасна назва на честь українського військового діяча, генерал-хорунжого Армії УНР Марка Безручка —  з 2016 року.